# Murphy Rocks (kulle i Antarktis, lat -77,58, long -144,92)
Murphy Rocks är en kulle i Antarktis. Den ligger i Västantarktis. Inget land gör anspråk på området. Toppen på Murphy Rocks är 660 meter över havet, eller 1 meter över den omgivande terrängen. Bredden vid basen är 0,28 km.
Terrängen runt Murphy Rocks är platt åt nordost, men åt sydväst är den kuperad. Trakten är obefolkad. Det finns inga samhällen i närheten.